# Lékořice
Lékořice (Glycyrrhiza) je rod rostlin z čeledi bobovité. Jsou to vytrvalé byliny a polokeře se zpeřenými listy a bílými, žlutými nebo červenými květy v hroznech. Některé druhy jsou využívány jako léčivo a v potravinářství, zejména lékořice lysá. V české květeně je zastoupen pouze zplanělý druh lékořice lysá.

## Popis
Lékořice jsou vytrvalé byliny a polokeře s dlouhými oddenky a bohatým kořenovým systémem. Stonek je vzpřímený, větvený. Listy jsou lichozpeřené, složené nejčastěji z 5 až 17 celokrajných nebo pilovitých lístků. Palisty jsou přítomny, volné, vytrvalé nebo opadavé. Květy jsou uspořádány v úžlabních dlouze stopkatých hroznech. Kalich je pětičetný, zvonkovitý až válcovitý, s 5 zuby. Koruna je bílá, žlutá, purpurová až červená. Na rozdíl od klasických květů bobovitých jsou člunek a křídla zkráceny oproti pavéze. Tyčinek je 10, přičemž 9 z nich je srostlých a poslední je volná nebo po jedné straně přirostlá k ostatním (jednobratré nebo dvoubratré). Semeník je přisedlý, lysý a obsahuje 2 až 10 vajíček. Plodem je pukavý nebo nepukavý lusk různého tvaru, na povrchu obvykle trnitý a na vrcholu zúžený v zobánek. Semena jsou zploštělá, okrouhlého až ledvinovitého tvaru.

## Rozšíření
Rod lékořice zahrnuje asi 20 druhů. Je rozšířen především v Evropě a v Asii. Jedním druhem je zastoupen i v Severní Americe (Glycyrrhiza lepidota), v jižních oblastech Jižní Ameriky (G. astragalina) a v jihozápadní Austrálii (G. acanthocarpa). V České republice není žádný druh původní, v teplejších oblastech se však místy vyskytuje lékořice lysá (Glycyrrhiza glabra) jako pozůstatek dřívějších kultur.
V evropské květeně je lékořice zastoupena celkem 5 původními druhy. Lékořice lysá (Glycyrrhiza glabra) roste v celém Středomoří, lékořice ježatá (G. echinata) ve východní části, G. foetida pouze ve Španělsku. Další dva druhy rostou v Rusku: G. aspera a G. korshinskyi.

## Zástupci
- lékořice lysá (Glycyrrhiza glabra)
- lékořice uralská (Glycyrrhiza uralensis)

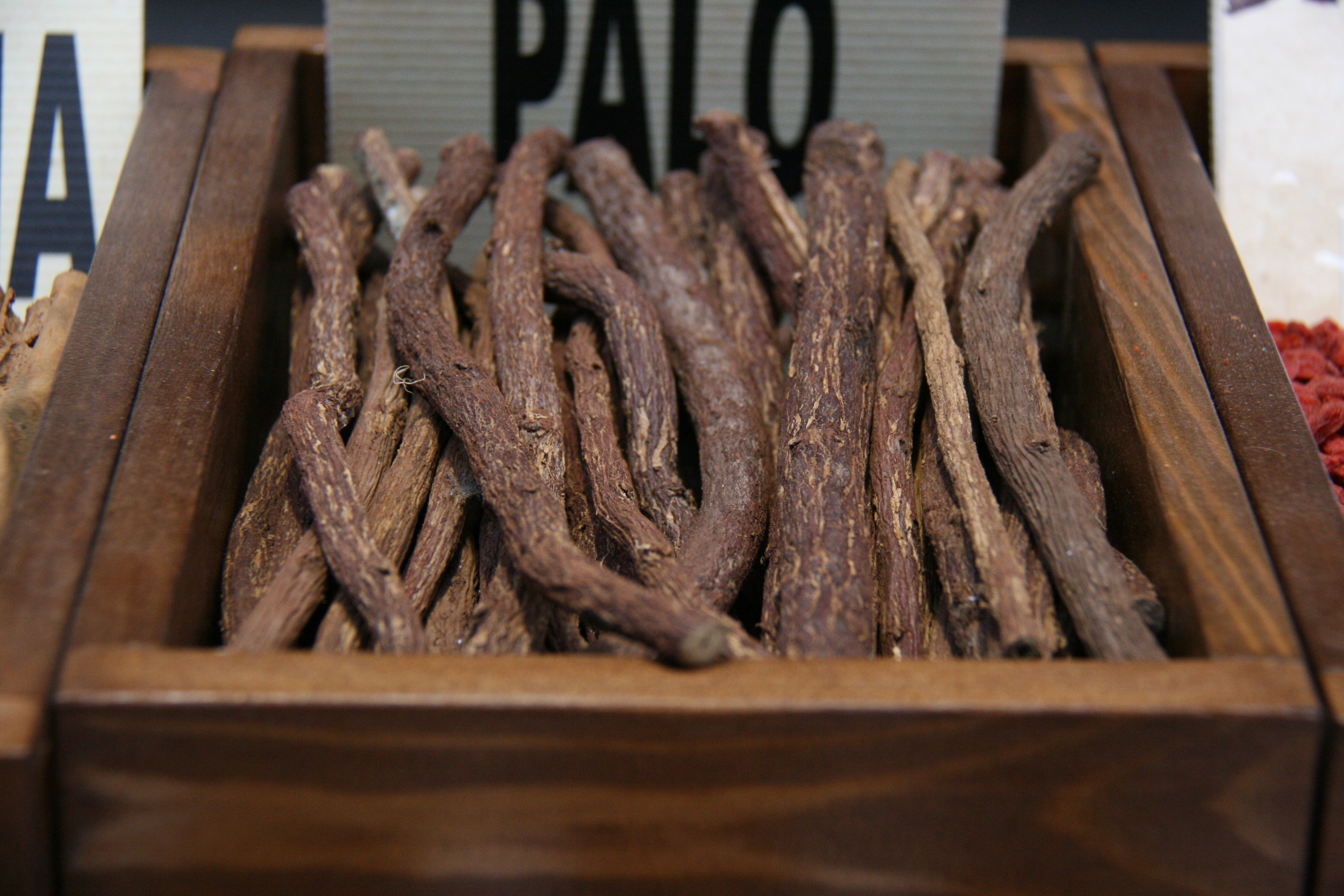
Sušené oddenky lékořice lysé

## Význam
Jako stará kulturní rostlina je pěstována zejména lékořice lysá, pocházející ze Středomoří. Má využití jako léčivo, v cukrářství a také v tabákovém průmyslu. Významnou rostlinou tradiční čínské medicíny je lékořice uralská (Glycyrrhiza uralensis).